# Indianapolis 500 1957
Das 41. Indianapolis 500 1957 (offiziell 41th International 500-Mile Sweepstakes) fand am 30. Mai 1957 auf dem Indianapolis Motor Speedway in Indianapolis statt und war das dritte Rennen der Automobil-Weltmeisterschaft 1957 sowie das erste Rennen der USAC-Saison 1957.

## Bericht

### Hintergrund
Das Indianapolis 500 zählte 1957 zur Formel-1-Weltmeisterschaft, wurde jedoch von den europäischen Teams als Streichresultat angesehen. Da bereits eine Woche nach dem Rennen der Große Preis von Frankreich 1957 ausgetragen wurde, nahm keines der europäischen Teams am Indianapolis 500 teil.
Im Vergleich zum Vorjahr wurde die Boxengasse an der Strecke verändert. Währenddessen im Vorjahr die Boxengasse noch direkt an der Strecke lag, wurde diese nun durch eine Betonmauer von der Zielgeraden getrennt und mit Asphalt ausgestattet. Des Weiteren wurde die Startprozedur verändert. Statt einer Einführungsrunde gab es für 1957 und 1958 zwei Runden, eine zur richtigen Positionierung der Fahrer gemäß Startaufstellung und eine Runde um die Geschwindigkeit der Wagen für den fliegenden Start vorzubereiten. Diese Prozedur sorgte für Verwirrung und kam nur ein weiteres Mal, beim Indianapolis 500 1958 zum Einsatz.
Der Rennwagen Kurtis Kraft wurde wie in den Jahren zuvor von den meisten Teams verwendet, aber auch Kuzma war zahlenmäßig stark vertreten. Fast alle Teams nutzten die Aggregate von Offenhauser, einige wenige von Novi. Mit Troy Ruttman und Johnnie Parsons nahmen zwei ehemalige Sieger am Rennen teil. Der ehemalige Formel-1-Weltmeister Giuseppe Farina war als einziger europäischer Fahrer gemeldet.
In den Vorjahren war es üblich, dass jedes Team lediglich mit einem Wagen am Rennen teilnahm, selten war ein Team mit zwei Wagen vertreten. Beim Indianapolis 500 1957 gab es bereits fünf Teams die mindestens zwei Wagen an den Start brachten, für Chapman S. Root qualifizierten sich sogar drei Fahrer.

### Training
Vier Zeitfahrwettbewerbe an vier Tagen, beginnend am 18. Mai ermittelten die Startaufstellung für das Indianapolis 500. Zuvor fanden Trainingsfahrten statt, bei denen Farina große Probleme hatte, seinen Wagen auf eine ausreichende Geschwindigkeit zu bringen. Er gab den Wagen an seinen Teamkollegen Andrews weiter, der in Kurve vier ins Schleudern geriet. Ein anschließender Versuch den Wagen unter Kontrolle zu bringen misslang und Andrews fuhr in die Begrenzungsmauer der Boxengasse, die an dieser Stelle durch den harten Aufprall zerbrach. Andrews Wagen schlitterte weiter auf der Startgeraden und drehte sich dabei mehrmals. Bei einem weiteren Crash mit der Mauer, die auch an dieser zweiten Stelle brach, schlug er mit dem Heck des Wagens ein und wurde gegen das Lenkrad des Wagens gedrückt. Er brach sich als Folge das Genick und war augenblicklich tot. Andrews, der an zwei Indianapolis 500 in den Vorjahren teilnahm, war das erste Todesopfer der Formel-1-Saison 1957. Der Unfall fiel in eine Zeit, in der es vor allem bei den Indianapolis regelmäßig tödliche Unfälle gab. Aus diesem Grund wurden die Sicherheitsbestimmungen erhöht, die Abgrenzungsmauer der Boxengasse und feuerfeste Kleidung waren erste Anzeichen einer Verbesserung der Sicherheit in der USAC. Farina zog durch den tödlichen Unfalls seines Teamkollegen und der völligen Zerstörung des Wagens seine Teilnahme zurück.
Am ersten Zeitfahrtag traten nur neun Fahrer an, da man vier Stunden wegen anhaltenden Regenschauern nicht fahren konnte. Die Zeiten an diesem Tag hatten jedoch eine höhere Priorität als die an den Folgetagen, wodurch diese Fahrer die Pole-Position unter sich ausmachten. Pat O’Connor sicherte sich in einer Zeit von 1:02,52 Minuten den ersten Platz in einem Kurtis-Kraft Wagen. Dies war seine einzige Pole-Position bei einem Formel-1-Rennen. Hinter O’Connor qualifizierten sich Eddie Sachs, Troy Ruttman und Fred Agabashian. Vorjahressieger Pat Flaherty nahm aufgrund einer zweijährigen Verletzungspause nicht teil.
Der zweite Zeitfahrtag des ersten Wochenendes fiel durch zu starken Regen aus. Eine Woche später qualifizierten sich die anderen Fahrer bei deutlich besseren Bedingungen. Die Zeiten waren schneller als die aufgestellte Pole-Zeit, die Qualifikation war jedoch nur ab Position neun möglich. Am 26. Mai, dem letzten Zeitfahren, waren noch neun Startplätze zu vergeben. Insgesamt qualifizierten sich 33 Fahrer von 43, die es versuchten.

### Rennen
O’Connor nutzte beim fliegenden Start die Pole-Position und behielt die Führung vor Agabashian, während sich Ruttman bereits in der ersten Runde auf Position drei verbesserte. Eddie Russo und Elmer George kollidierten und waren vor Vollendung der ersten Runde die ersten Ausfälle des Rennens. O’Connor behielt zunächst folgenden Runden die Führung, Ruttman überholte unterdessen Agabashian und in Runde fünf auch O’Connor. Paul Russo gewann zwei Plätze und lag zu diesem Zeitpunkt hinter Agabashian auf Platz vier, dahinter Sam Hanks auf Position fünf. In den folgenden Rennrunden duellierten sich diese Fahrer um die Spitzenpositionen und die Führung wechselte oft. Ruttman hielt sich zwei Runden auf Platz eins, dann überholte ihn O’Connor wieder. Drei Runden später war Ruttman jedoch erneut vorne, bevor er in Runde zwölf mit einem Motorschaden aufgeben musste. Die Führung wurde in dieser Runde von Russo übernommen, der unmittelbar nach Ruttmans Ausfall O’Connor überholte. Auch Hanks ging an O’Connor vorbei und duellierte sich anschließend für mehrere Runden mit Russo. In Runde 35 gelang es ihm dann, die Führung zu übernehmen und auszubauen, nachdem Russo einen Boxenstopp einlegte.
Als Rodger Ward aufgrund von technischen Problemen ausgeschieden war, lag der von Position 32 gestartete Jim Rathmann auf Position zwei. Nachdem er jedoch ebenfalls einen Boxenstopp einlegte, um neue Reifen montieren zu lassen, lag Russo wieder mit acht Sekunden Vorsprung vor ihm. Hanks nutze ebenfalls einen Boxenstopp um Reifen zu wechseln und nachzutanken, behielt jedoch seine Führung vor Russo und Rathman, der einige Runden später Russo überholte. Johnny Thomson überholte alle drei führenden Fahrer und hielt die Führung für fünf Runden, bevor er nach einem Boxenstopp wieder zurückfiel. Anschließend sah das Rennen zwei Gelbphasen, Jimmy Daywalt hatte in Runde 53 einen Crash, Al Keller drehte sich in Runde 75 von der Strecke. Beide Fahrer blieben unverletzt.
In der zweiten Rennhälfte führte Hanks zunächst souverän vor Rathman. Dieser konnte Hanks nach einem früheren und kürzeren Boxenstopp zunächst überholen und führte mit zehn Sekunden Vorsprung. Hanks verringerte seinen Rückstand jedoch kontinuierlich, in Runde 135 lief er auf Rathmann auf. Hanks entschied dieses Duell für sich und gab Position eins bis zum Rennende nicht mehr ab. Mit 21 Sekunden Vorsprung gewann somit Hanks das Rennen vor Rathmann, im Anschluss an das Rennen beendete er seine Karriere. Jimmy Bryan komplettierte das Podium mit einer Runde Rückstand auf Position drei. Dies war zugleich der einzige Formel-1-Sieg für Hanks und der erste von zwei Siegen für einen Epperly-Wagen.
In der Fahrerwertung der Formel 1 übernahm Hanks Position zwei und Rathmann Position drei. Beide nahmen jedoch an keinem weiteren Rennen der Automobil-Weltmeisterschaft 1957 teil. Bryan gewann in der USAC-Saison 1957 den Titel, Indianapolis-500-Sieger Hanks wurde nach seinem Rücktritt noch Neunter, Rathmann sicherte sich Platz zwei.

## Meldeliste
In der Meldeliste sind nur die Fahrzeuge aufgeführt, die die Qualifikation geschafft haben.
| Team                  | Nr. | Fahrer            | Chassis           | Motor               | Reifen |
| --------------------- | --- | ----------------- | ----------------- | ------------------- | ------ |
| AE Dean               | 01  | Jimmy Bryan       | Kuzma             | Offenhauser 4.5 L4  | F      |
| Ansted Rotary Corp    | 03  | Don Freeland      | Kurtis Kraft 500D | Offenhauser 4.5 L4  | F      |
| Fred & Richard Sommer | 05  | Jimmy Reece       | Kurtis Kraft 500C | Offenhauser 4.5 L4  | F      |
| George Bignotti       | 06  | Johnny Boyd       | Kurtis Kraft 500G | Offenhauser 4.5 L4  | F      |
| George Bignotti       | 14  | Fred Agabashian   | Kurtis Kraft 500G | Offenhauser 4.5 L4  | F      |
| Pat Clancy            | 16  | Al Keller         | Kurtis Kraft 500G | Offenhauser 4.5 L4  | F      |
| Pat Clancy            | 19  | Jack Turner       | Kurtis Kraft 500G | Offenhauser 4.5 L4  | F      |
| Roger Wolcott         | 08  | Rodger Ward       | Lesovsky          | Offenhauser 3.0 L4C | F      |
| George Salih          | 09  | Sam Hanks         | Epperly           | Offenhauser 4.5 L4  | F      |
| Racing Associates     | 10  | Johnny Thomson    | Kuzma             | Offenhauser 4.5 L4  | F      |
| Chapman S. Root       | 12  | Pat O’Connor      | Kurtis Kraft 500G | Offenhauser 4.5 L4  | F      |
| Chapman S. Root       | 18  | Johnnie Parsons   | Kurtis Kraft 500G | Offenhauser 4.5 L4  | F      |
| Chapman S. Root       | 48  | Marshall Teague   | Kurtis Kraft 500D | Offenhauser 4.5 L4  | F      |
| Joseph Massaglia Jr   | 22  | Gene Hartley      | Lesovsky          | Offenhauser 4.5 L4  | F      |
| Ernest L. Ruiz        | 23  | Elmer George      | Kurtis Kraft 500B | Offenhauser 4.5 L4  | F      |
| Lindsey Hopkins       | 26  | Jim Rathmann      | Epperly           | Offenhauser 4.5 L4  | F      |
| Novi Racing Corp.     | 27  | Tony Bettenhausen | Kurtis Kraft 500F | Novi 3.0 L8C        | F      |
| Novi Racing Corp.     | 54  | Paul Russo        | Kurtis Kraft 500F | Novi 3.0 L8C        | F      |
| Lysle Greenman        | 28  | Johnnie Tolan     | Kuzma             | Offenhauser 4.5 L4  | F      |
| JS Donaldson          | 31  | Bill Cheesbourg   | Kurtis Kraft 500G | Offenhauser 4.5 L4  | F      |
| HA Chapman            | 43  | Eddie Johnson     | Kurtis Kraft 500G | Offenhauser 4.5 L4  | F      |
| John Zink             | 52  | Troy Ruttman      | Watson            | Offenhauser 4.5 L4  | F      |
| Fred Sclavi           | 55  | Eddie Russo       | Kurtis Kraft 500C | Offenhauser 4.5 L4  | F      |
| HH Johnson            | 57  | Jimmy Daywalt     | Kurtis Kraft 500C | Offenhauser 4.5 L4  | F      |
| Kalamazoo Sports Inc. | 73  | Andy Linden       | Kurtis Kraft 500G | Offenhauser 4.5 L4  | F      |
| Kalamazoo Sports Inc. | 83  | Ed Elisian        | Kurtis Kraft 500C | Offenhauser 4.5 L4  | F      |
| George Walther Jr     | 77  | Mike Magill       | Kurtis Kraft 500G | Offenhauser 4.5 L4  | F      |
| Pete Salemi           | 82  | Chuck Weyant      | Kuzma             | Offenhauser 4.5 L4  | F      |
| Peter Schmidt         | 88  | Eddie Sachs       | Kuzma             | Offenhauser 4.5 L4  | F      |
| Harry Dunn            | 89  | Al Herman         | Dunn              | Offenhauser 4.5 L4  | F      |
| Roy McKay             | 92  | Don Edmunds       | Kurtis Kraft 500G | Offenhauser 4.5 L4  | F      |
| Cars Inc.             | 95  | Bob Christie      | Kurtis Kraft 500C | Offenhauser 4.5 L4  | F      |

## Klassifikationen

### Startaufstellung
| Pos. | Fahrer            | Konstrukteur             | Zeit     | Ø-Geschwindigkeit | Start |
| ---- | ----------------- | ------------------------ | -------- | ----------------- | ----- |
| 01   | Pat O‘Connor      | Kurtis Kraft-Offenhauser | 1:02,520 | 231,77 km/h       | 01    |
| 02   | Eddie Sachs       | Kuzma-Offenhauser        | 1:02,560 | 231,62 km/h       | 02    |
| 03   | Troy Ruttman      | Watson-Offenhauser       | 1:03,040 | 229,85 km/h       | 03    |
| 04   | Fred Agabashian   | Kurtis Kraft-Offenhauser | 1:03,130 | 229,53 km/h       | 04    |
| 05   | Johnny Boyd       | Kurtis Kraft-Offenhauser | 1:03,340 | 228,77 km/h       | 05    |
| 06   | Jimmy Reece       | Kurtis Kraft-Offenhauser | 1:03,380 | 228,62 km/h       | 06    |
| 07   | Ed Elisian        | Kurtis Kraft-Offenhauser | 1:03,480 | 228,26 km/h       | 07    |
| 08   | Al Keller         | Kurtis Kraft-Offenhauser | 1:03,650 | 227,65 km/h       | 08    |
| 09   | Elmer George      | Kurtis Kraft-Offenhauser | 1:03,950 | 226,58 km/h       | 09    |
| 10   | Paul Russo        | Kurtis Kraft-Novi        | 1:02,150 | 233,15 km/h       | 10    |
| 11   | Johnny Thomson    | Kuzma-Offenhauser        | 1:02,710 | 231,06 km/h       | 11    |
| 12   | Andy Linden       | Kurtis Kraft-Offenhauser | 1:02.830 | 230,62 km/h       | 12    |
| 13   | Sam Hanks         | Epperly-Offenhauser      | 1:03,020 | 229,93 km/h       | 13    |
| 14   | Gene Hartley      | Lesovsky-Offenhauser     | 1:03,710 | 227,44 km/h       | 14    |
| 15   | Jimmy Bryan       | Kuzma-Offenhauser        | 1:03,750 | 227,29 km/h       | 15    |
| 16   | Bob Veith         | Phillips-Offenhauser     | 1:03,820 | 227,05 km/h       | 16    |
| 17   | Johnnie Parsons   | Kurtis Kraft-Offenhauser | 1:03,930 | 226,65 km/h       | 17    |
| 18   | Mike Magill       | Kurtis Kraft-Offenhauser | 1:04,100 | 226,05 km/h       | 18    |
| 19   | Jack Turner       | Kurtis Kraft-Offenhauser | 1:04,120 | 225,98 km/h       | 19    |
| 20   | Eddie Johnson     | Kurtis Kraft-Offenhauser | 1:04,210 | 225,67 km/h       | 20    |
| 21   | Don Freeland      | Kurtis Kraft-Offenhauser | 1:04,450 | 224,83 km/h       | 21    |
| 22   | Tony Bettenhausen | Kurtis Kraft-Offenhauser | 1:03,190 | 229,31 km/h       | 22    |
| 23   | Bill Cheesbourg   | Kurtis Kraft-Offenhauser | 1:03,580 | 227,90 km/h       | 23    |
| 24   | Rodger Ward       | Lesovsky-Offenhauser     | 1:03,690 | 227,51 km/h       | 24    |
| 25   | Chuck Weyant      | Kuzma-Offenhauser        | 1:03,780 | 227,19 km/h       | 25    |
| 26   | Eddie Russo       | Kurtis Kraft-Offenhauser | 1:03,890 | 226,80 km/h       | 26    |
| 27   | Don Edmunds       | Kurtis Kraft-Offenhauser | 1:04,080 | 226,12 km/h       | 27    |
| 28   | Marshall Teague   | Kurtis Kraft-Offenhauser | 1:04,140 | 225,91 km/h       | 28    |
| 29   | Jimmy Daywalt     | Kurtis Kraft-Offenhauser | 1:04,190 | 225,74 km/h       | 29    |
| 30   | Al Herman         | Dunn-Offenhauser         | 1:04,280 | 225,42 km/h       | 30    |
| 31   | Johnnie Tolan     | Kuzma-Offenhauser        | 1:04,360 | 225,14 km/h       | 31    |
| 32   | Jim Rathmann      | Epperly-Offenhauser      | 1:04,380 | 225,07 km/h       | 32    |
| 33   | Bob Christie      | Kurtis Kraft-Offenhauser | 1:04,390 | 225,03 km/h       | 33    |

### Rennen
| Pos. | Fahrer            | Konstrukteur             | Runden | Stopps | Zeit       | Start | Schnellste Runde |
| ---- | ----------------- | ------------------------ | ------ | ------ | ---------- | ----- | ---------------- |
| 01   | Sam Hanks         | Epperly-Offenhauser      | 200    |        | 3:41:14,25 | 13    |                  |
| 02   | Jim Rathmann      | Epperly-Offenhauser      | 200    |        | + 21,46    | 32    | 1:02,80          |
| 03   | Jimmy Bryan       | Kuzma-Offenhauser        | 200    |        | + 2:13,97  | 15    |                  |
| 04   | Paul Russo        | Kurtis Kraft-Novi        | 200    |        | + 2:56,86  | 10    |                  |
| 05   | Andy Linden       | Kurtis Kraft-Offenhauser | 200    |        | + 3:14,27  | 12    |                  |
| 06   | Johnny Boyd       | Kurtis Kraft-Offenhauser | 200    |        | + 4:35,27  | 05    |                  |
| 07   | Marshall Teague   | Kurtis Kraft-Offenhauser | 200    |        | + 4:45,58  | 28    |                  |
| 08   | Pat O‘Connor      | Kurtis Kraft-Offenhauser | 200    |        | + 5:33,15  | 01    |                  |
| 09   | Bob Veith         | Phillips-Offenhauser     | 200    |        | + 6:17,11  | 16    |                  |
| 10   | Gene Hartley      | Lesovsky-Offenhauser     | 200    |        | + 7:10,12  | 14    |                  |
| 11   | Jack Turner       | Kurtis Kraft-Offenhauser | 200    |        | + 7:56,07  | 19    |                  |
| 12   | Johnny Thomson    | Kuzma-Offenhauser        | 199    |        | + 1 Runde  | 11    |                  |
| 13   | Bob Christie      | Kurtis Kraft-Offenhauser | 197    |        | + 3 Runden | 33    |                  |
| 14   | Chuck Weyant      | Kuzma-Offenhauser        | 196    |        | + 4 Runden | 25    |                  |
| 15   | Tony Bettenhausen | Kurtis Kraft-Novi        | 195    |        | + 5 Runden | 22    |                  |
| 16   | Johnnie Parsons   | Kurtis Kraft-Offenhauser | 195    |        | + 5 Runden | 17    |                  |
| 17   | Don Freeland      | Kurtis Kraft-Offenhauser | 192    |        | + 8 Runden | 21    |                  |
| –    | Jimmy Reece       | Kurtis Kraft-Offenhauser | 182    |        | DNF        | 06    |                  |
| –    | Don Edmunds       | Kurtis Kraft-Offenhauser | 170    |        | DNF        | 27    |                  |
| –    | Johnnie Tolan     | Kuzma-Offenhauser        | 138    |        | DNF        | 31    |                  |
| –    | Al Herman         | Dunn-Offenhauser         | 111    |        | DNF        | 30    |                  |
| –    | Fred Agabashian   | Kurtis Kraft-Offenhauser | 107    |        | DNF        | 04    |                  |
| –    | Eddie Sachs       | Kuzma-Offenhauser        | 105    |        | DNF        | 02    |                  |
| –    | Mike Magill       | Kurtis Kraft-Offenhauser | 101    |        | DNF        | 18    |                  |
| –    | Eddie Johnson     | Kurtis Kraft-Offenhauser | 93     |        | DNF        | 20    |                  |
| –    | Bill Cheesbourg   | Kurtis Kraft-Offenhauser | 81     |        | DNF        | 23    |                  |
| –    | Al Keller         | Kurtis Kraft-Offenhauser | 75     |        | DNF        | 08    |                  |
| –    | Jimmy Daywalt     | Kurtis Kraft-Offenhauser | 53     |        | DNF        | 29    |                  |
| –    | Ed Elisian        | Kurtis Kraft-Offenhauser | 51     |        | DNF        | 07    |                  |
| –    | Rodger Ward       | Lesovsky-Offenhauser     | 27     |        | DNF        | 24    |                  |
| –    | Troy Ruttman      | Watson-Offenhauser       | 13     |        | DNF        | 03    |                  |
| –    | Elmer George      | Kurtis Kraft-Offenhauser | 0      |        | DNF        | 09    |                  |
| –    | Eddie Russo       | Kurtis Kraft-Offenhauser | 0      |        | DNF        | 26    |                  |

## WM-Stand nach dem Rennen
Die ersten fünf des Rennens bekamen 8, 6, 4, 3, 2 Punkte. Der Fahrer mit der schnellsten Rennrunde erhielt zusätzlich 1 Punkt. Es zählten nur die fünf besten Ergebnisse aus acht Rennen.

### Fahrerwertung
| Pos. | Fahrer                | Konstrukteur        | Punkte |
| ---- | --------------------- | ------------------- | ------ |
| 01   | Juan Manuel Fangio    | Maserati            | 17     |
| 02   | Sam Hanks             | Epperly-Offenhauser | 8      |
| 03   | Jim Rathmann          | Epperly-Offenhauser | 7      |
| 04   | Jean Behra            | Maserati            | 6      |
| 05   | Tony Brooks           | Vanwall             | 6      |
| 06   | Carlos Menditéguy     | Maserati            | 4      |
| 07   | Masten Gregory        | Maserati            | 4      |
| 08   | Jimmy Bryan           | Kuzma-Offenhauser   | 3      |
| 09   | Harry Schell          | Maserati            | 3      |
| 10   | Stuart Lewis-Evans    | Connaught           | 3      |
| 11   | Paul Russo            | Kurtis Kraft        | 3      |
| 12   | Maurice Trintignant   | Ferrari             | 2      |
| 13   | Andy Linden           | Kurtis Kraft        | 2      |
| 14   | Alfonso de Portago    | Ferrari             | 1      |
| 15   | José Froilán González | Ferrari             | 1      |

| Pos. | Fahrer                         | Konstrukteur | Punkte |
| ---- | ------------------------------ | ------------ | ------ |
| 16   | Stirling Moss                  | Maserati     | 1      |
| 17   | Jack Brabham                   | Cooper       | 0      |
| 18   | Cesare Perdisa                 | Ferrari      | 0      |
| 19   | Peter Collins                  | Ferrari      | 0      |
| 20   | Wolfgang Graf Berghe von Trips | Ferrari      | 0      |
| 21   | Joakim Bonnier                 | Maserati     | 0      |
| 22   | Alejandro de Tomaso            | Ferrari      | 0      |
| 23   | Luigi Piotti                   | Maserati     | 0      |
| –    | Eugenio Castellotti            | Ferrari      | 0      |
| –    | Mike Hawthorn                  | Ferrari      | 0      |
| –    | Luigi Musso                    | Ferrari      | 0      |
| –    | Giorgio Scarlatti              | Maserati     | 0      |
| –    | Ron Flockhart                  | B.R.M.       | 0      |
| –    | Ivor Bueb                      | Connaught    | 0      |
| –    | Horace Gould                   | Maserati     | 0      |